# Old Europa Cafe
La Old Europa Cafe è un'etichetta discografica attiva dagli anni ottanta in Italia, fondata da Rodolfo Protti e distribuita da Audioglobe.
La label è specializzata in generi che vanno dalla dark ambient al noise, dalla musica industriale al Power electronics. Numerosi sono gli artisti internazionali presenti nel catalogo dell'etichetta. La produzione della Old Europa Cafe si muove principalmente in direzione di una industrial molto sperimentale e sul dark ambient esoterico.
Fra gli artisti che sono stati contrattati dall'Old Europa Cafe vi sono Merzbow, Raison d'être, Alio Die, Rapoon, Teatro Satanico, Atrax Morgue, TAC, Murder Corporation, Genesis Breyer P-Orridge, I Burn, Satanismo Calibro 9 e Kenji Siratori.

## Storia

### Contesto ed antecedenti
Fu nel 1977 che Rodolfo Protti, durante un viaggio a Londra si appassionò a band come i Residents ed i Throbbing Gristle e tornato a Pordenone prese poi parte al movimento The Great Complotto come membro della band XX Century Zorro. Contemporaneamente Protti iniziò una serie di rapporti epistolari con etichette e produttori della scena industrial internazionale e del network che proprio in quegli anni si stava consolidando sempre più.

### 1984-1990: Il primo lustro della Old Europa Cafe
La Old Europa Cafè nacque a Pordenone nel 1984 da un'idea di Rodolfo Protti. Le prime produzioni dell'etichetta consistevano quasi esclusivamente in album su cassetta, divenendo così parte di quel Tape network che caratterizzò molta musica post-industriale di quel periodo. Le prime pubblicazioni riguardavano principalmente band dell'allora Cecoslovacchia: nel 1983 In Our Garden dei Two Years Fallacy, nel 1985 "Feeling Fine... degli MCH Band e Standing At The Wall dei E Ucho Debil Accord Band, ed in mezzo due compilazioni dal titolo Czech! Till Now You Were Alone.
In seguito la Old Europa Cafe pubblicò un gran numero di cassette, e tra queste sono da ricordare musicisti come Mauro Teho Teardo, che pubblicò su questo marchio alcune delle sue prime produzioni, le sperimentazioni di Stefano Giust a nome Opera, il progetto rumorista di Christian Renou a nome Brume, il Sound designer Gen Ken Montgomery che fu uno dei primi galleristi newyorchesi ad occuparsi di sound art, o ancora l'industrial tribale dei Tam Quam Tabula Rasa.

### 1990-2000
Il primo album stampato su CD fu Battery Hens Sabotage di Brume.
Sul finire degli anni '90 l'etichetta era ormai diventata uno dei punti di riferimento europei di questo settore musicale, con una "presenza massiccia e costante" sul mercato, tanto da potersi permettere la pubblicazione di sempre nuove band che diverranno poi dei punti dimportanti nella scena europea come i belgi This Morn' Omina ed Ah Cama-Sotz, gli svedesi raison d'être e Deutsch Nepal, gli italiani Atrax Morgue, Murder Corporation, Spiritual Front e Bad Sector.

## Alcuni artisti della Old Europa Cafè
- Ain Soph
- Alio Die
- Art Fleury
- Atrax Morgue
- Bad Sector
- Deca
- L'Effet C'Est Moi
- I Burn
- Iugula-Thor
- The Legendary Pink Dots
- Merzbow
- Militia
- Murder Corporation
- Genesis Breyer P-Orridge
- Raison d'être
- Rapoon
- Runes Order
- Sacher-Pelz
- Kenji Siratori
- Die Sonne Satan
- Sigillum S
- Sshe Retina Stimulants
- This Morn' Omina
- TAC
- Tam Quam Tabula Rasa
- Mauro Teho Teardo
- Teatro Satanico
- MTT
- This Morn' Omina
- Wertham
- Satanismo Calibro 9